# Herminia helva
Herminia helva là một loài bướm đêm trong họ Noctuidae.